# 魚沼丘陵駅
魚沼丘陵駅（うおぬまきゅうりょうえき）は、新潟県南魚沼市野田にある、北越急行ほくほく線の駅である。

## 歴史

### 駅名の由来
駅付近に聳える魚沼丘陵にちなんでいる。

### 年表
- 1997年（平成9年）3月22日：ほくほく線（全線：六日町 - 犀潟間）開業と同時に営業開始[1]。

## 駅構造

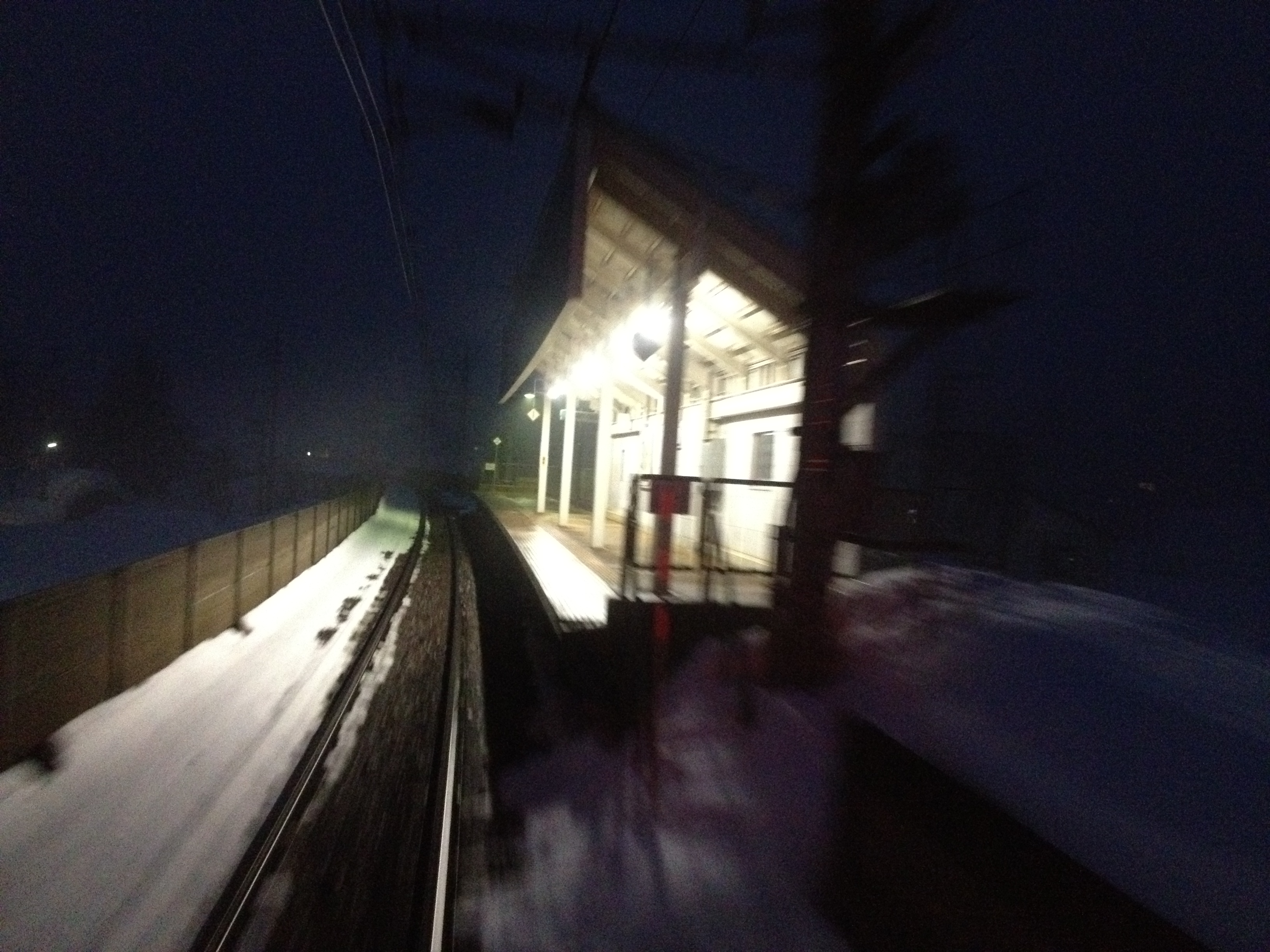
ホーム（走行中の車内より）

築堤上にある、単式ホーム1面1線を有する地上駅。無人駅である。ホームは六日町方面に向かって左側にある。ホーム上の待合室には公衆電話があり、駅前の階段横にはトイレがある。また、敷地内の駅入口には郵便ポストが設置されている。
列車が通過する際に流れるメロディーは、かつて京都駅で接近メロディとして使用されていたものと同じものである。

## 利用状況
| 1日乗降人員推移 | 1日乗降人員推移 |
| 年度            | 1日平均人数     |
| --------------- | --------------- |
| 2011年          | 107             |
| 2012年          | 109             |
| 2013年          | 105             |
| 2014年          | 98              |
| 2015年          | 111             |
| 2016年          | 123             |
| 2017年          | 121             |
| 2018年          | 124             |

## 駅周辺

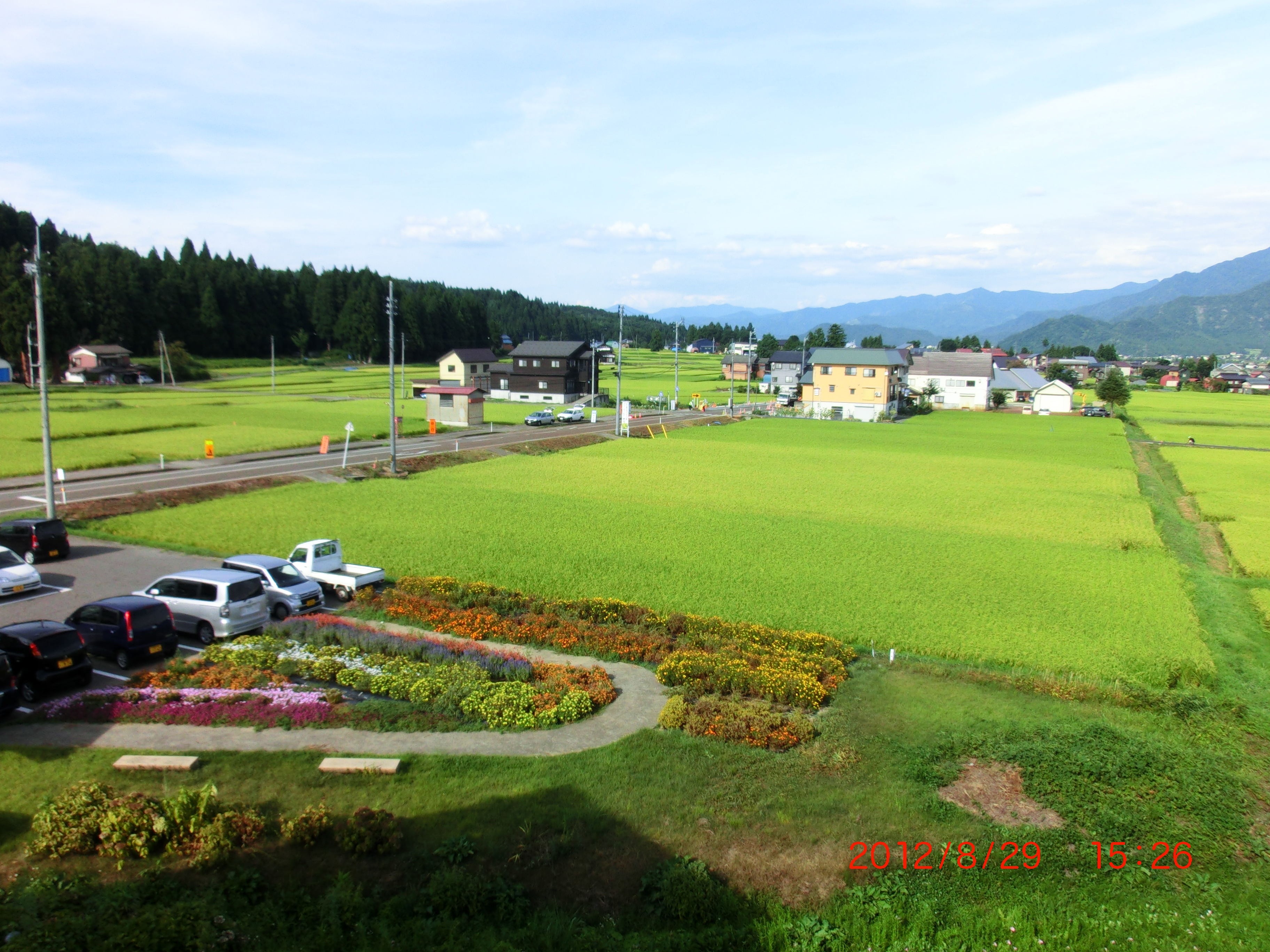
魚沼丘陵駅前からの田園風景

駅の北西部にほくほく線赤倉トンネルの入口がある。
- 晃西寺
- 国道17号
- 八箇峠道路野田IC
- 六日町自動車学校
- 野田集落開発センター
- 齋藤記念病院
- 新潟ケンベイ魚沼精米工場

## 隣の駅
北越急行
■ほくほく線
六日町駅 - 魚沼丘陵駅 - （赤倉信号場） - 美佐島駅